# علی‌اکبر حمیدزاده
علی‌اکبر حمیدزاده (۱۳۲۷ خلخال- ١٣٩٧ تهران) نماینده روحانی مردم بوئین‌زهرا و آوج در مجالس دوره اول و دوم بود.  حوزه انتخابیه او تا انتخابات میاندوره‌ای سال ۱۳۶۱ نماینده‌ای نداشت که در این سال او نخستین نماینده این حوزه پس از انقلاب شد. در دورهٔ دوم نمایندگی او در خصوص اعتبارنامه‌اش اعتراضات شدید در مجلس به‌وجود آمد که تصویب آن به طول کشید. اگرچه اعتبارنامه وی به‌شدّت به چالش کشیده‌شد اما در نهایت به تصویب نمایندگان رسید. اخیرا کتاب خاطرات وی توسط انتشارات مرکز حفظ و نشر آثار امام خمینی چاپ شد. حمیدزاده پس از طی یک دوره بیماری در سحرگاه سیزدهم رمضان برابر با هشتم خرداد ماه ١٣٩٧ هجری شمسی در هفتادسالگی و در تهران درگذشت.  
| دوره نمایندگی | تعداد رای | درصد آراء |
| ------------- | --------- | --------- |
| دوم           | ۶۱۶۴۳     | ۹۵٫۹۰     |
| اول           | ۷۲٬۸۶۱    | ۷۸٫۱۰     |

## آثار
- سی گفتار راه تربیت، پدیدآورنده اکبر حمیدزاده گیوی تاریخ نشر ۱۳۹۰ ناشر چاپ و نشر عروج
- تدبیر و سیاست در نهج‌البلاغه حجت‌الاسلام والمسلمین دکتر اکبر حمیدزاده
- مجموعه ۱۲ جلدی شرحی بر نهج البلاغه نوشته حجت‌الاسلام اکبر حمیدزاده